# Erg Iguidi

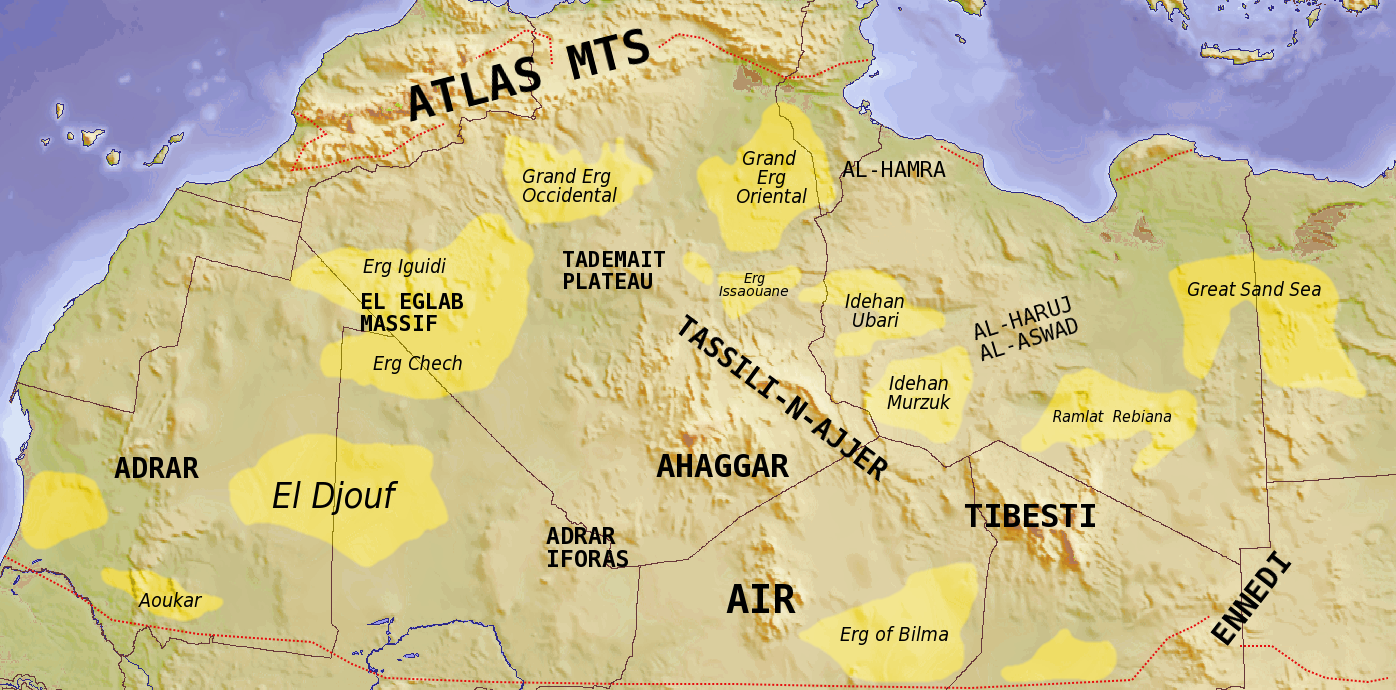
Erg Iguidi, Algerie.

L'Erg Iguidi (en arabe : عرق إيڭيدي) est une région désertique de l'extrême sud-ouest du Sahara comprise entre l'Algérie et le Mali.